# Calliostoma scobinatum
Calliostoma scobinatum là một loài ốc biển, là động vật thân mềm chân bụng sống ở biển thuộc họ Calliostomatidae.

## Phân bố

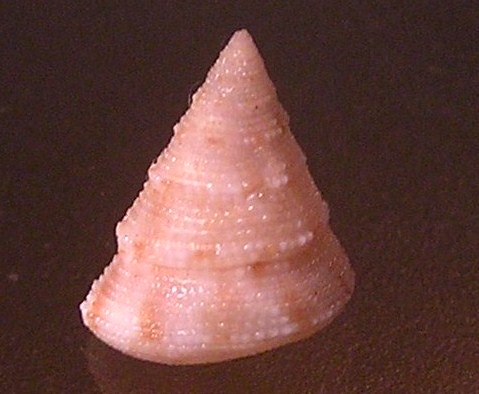
Abapertural view